# Любин
Любин (пол. Lubin), Любен нем. Lüben) — город в Польше, ранее в Германии, входит в Нижнесилезское воеводство, Любинский повят.
Имеет статус городской гмины. Занимает площадь 40,68 км². Население 77 315 человек (на 2005 год).
Город получил широкую мировую известность после столкновений протестующих с правительственными силами 31 августа 1982 — эти события получили название Zbrodnia lubińska — Любинское преступление.

## Галерея

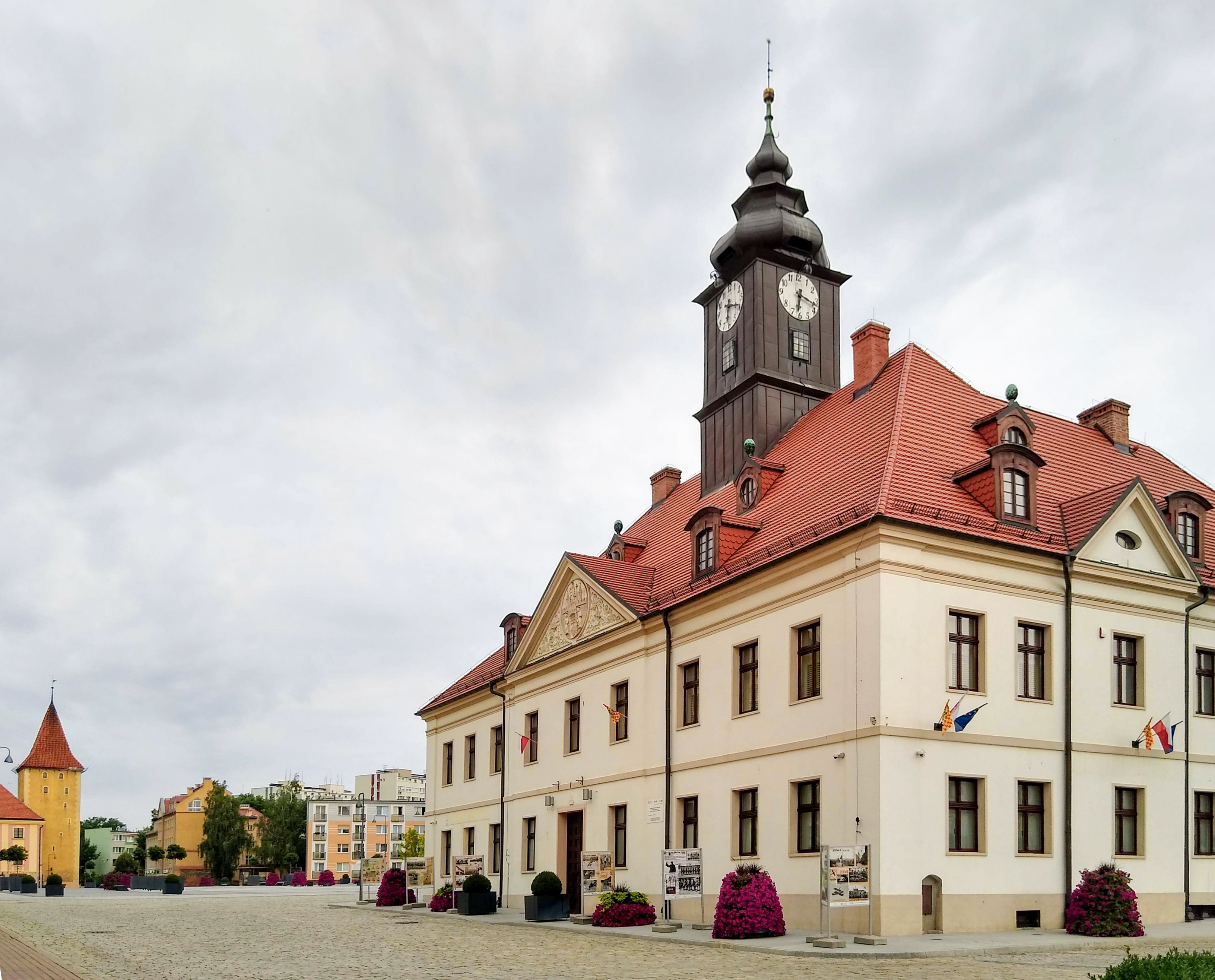
Ратуша
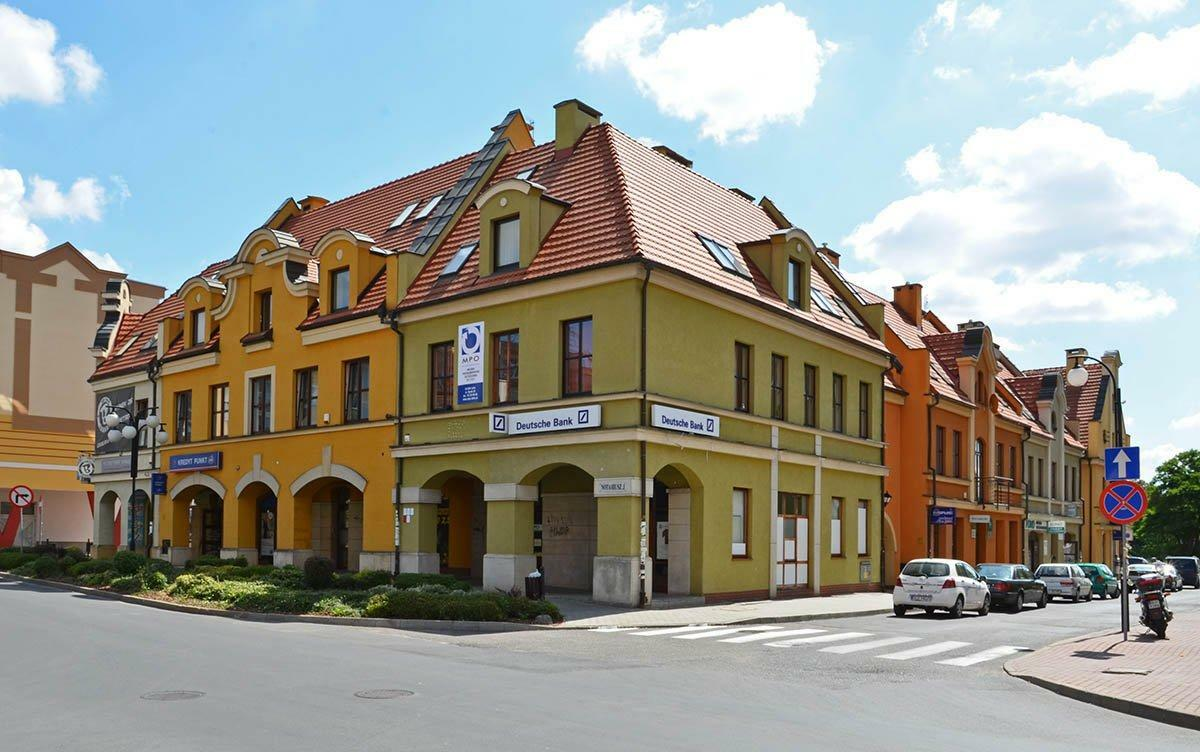
Дома на площади
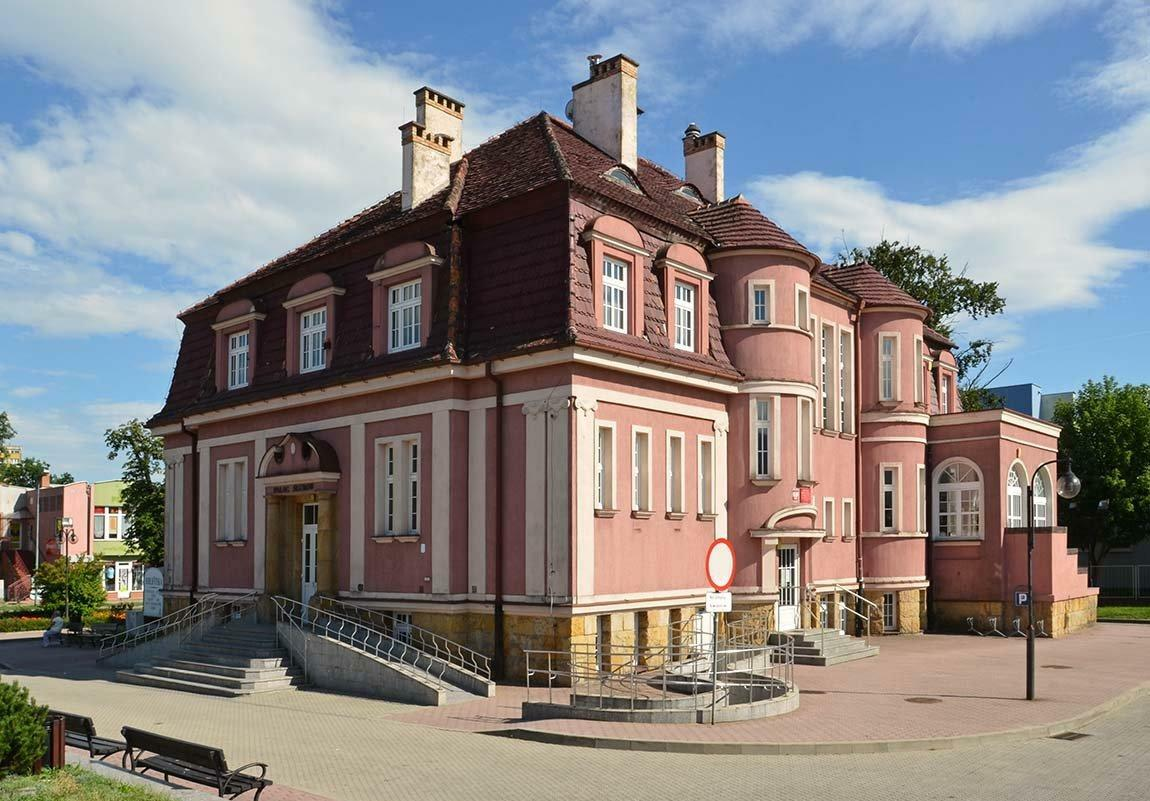
Дворец бракосочетаний
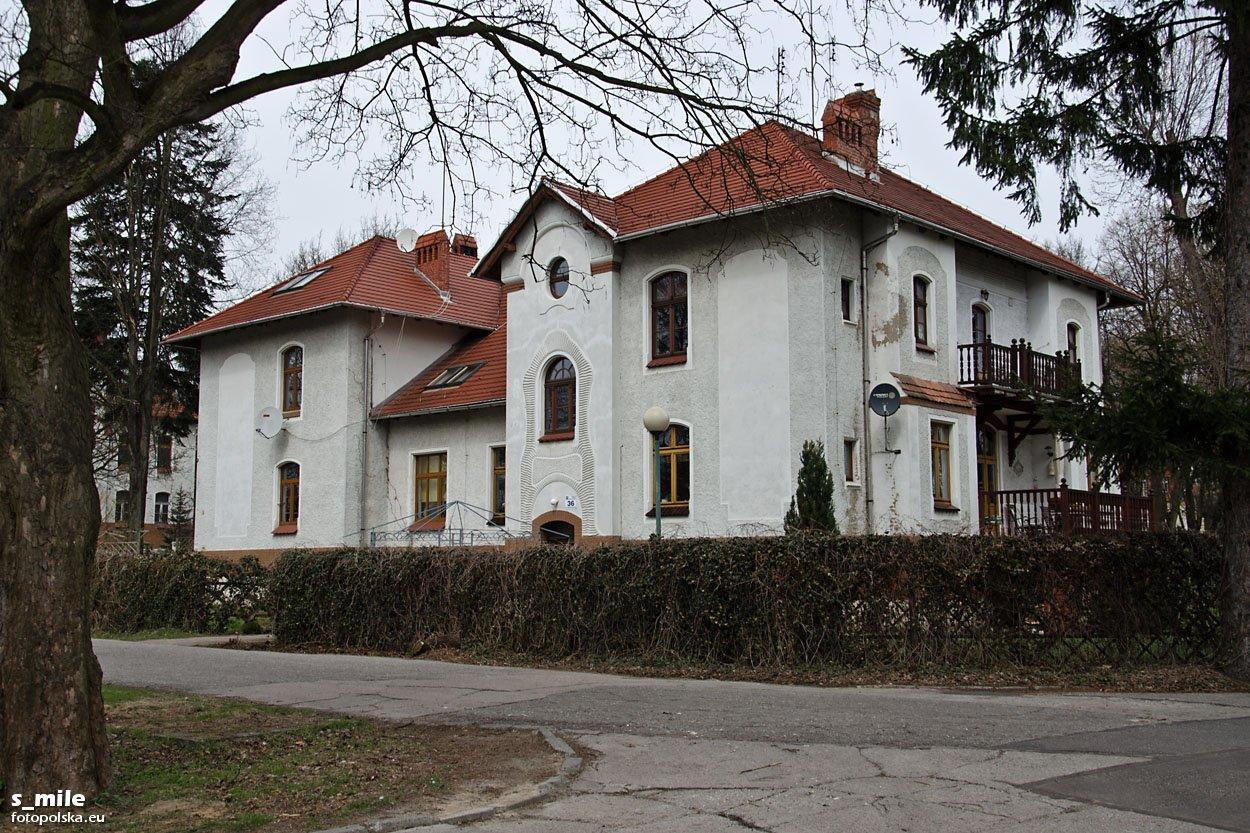
Дом
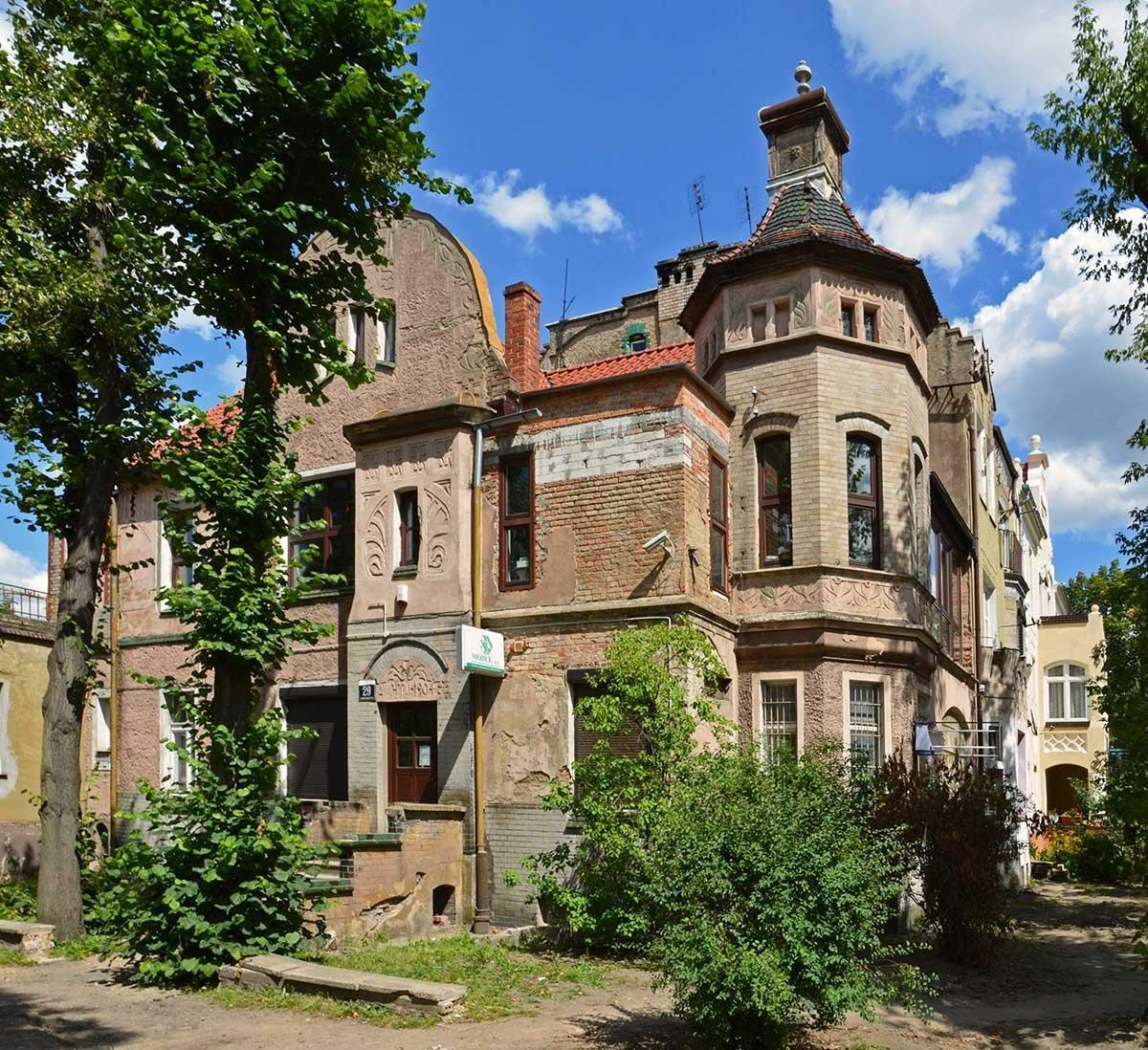
Старый дом
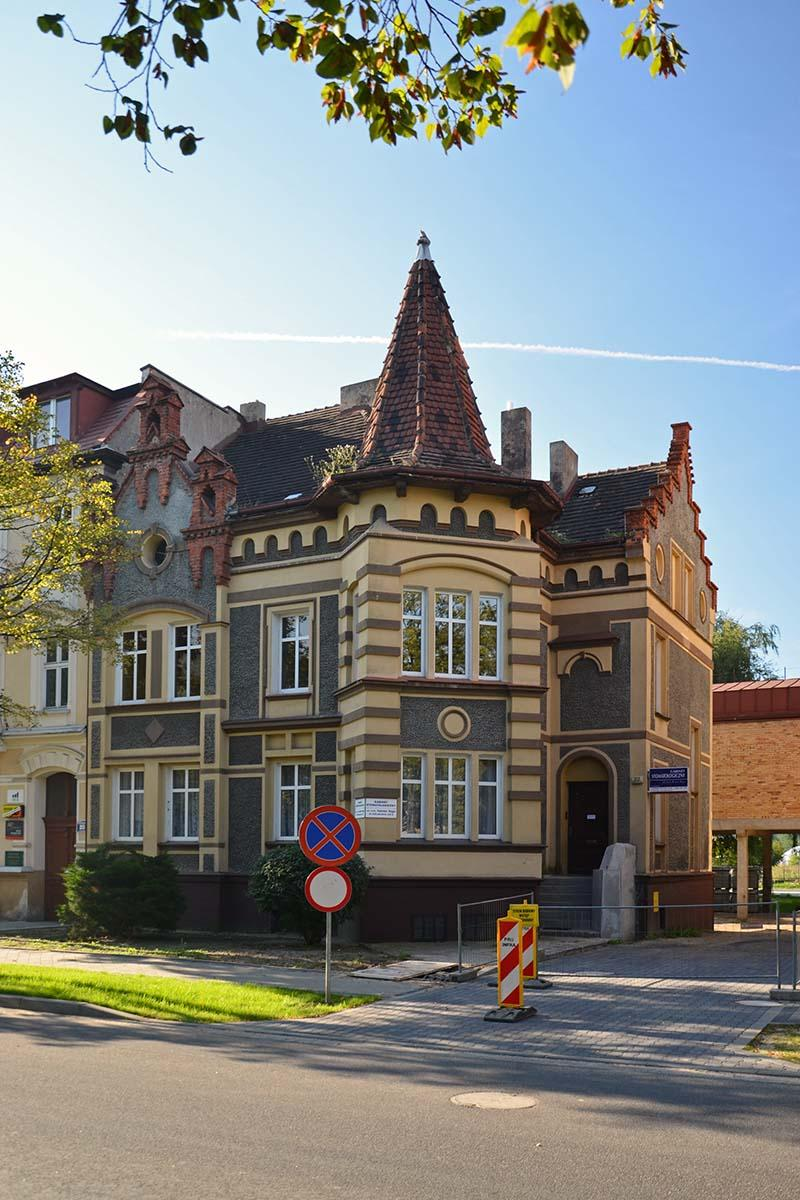
Здание
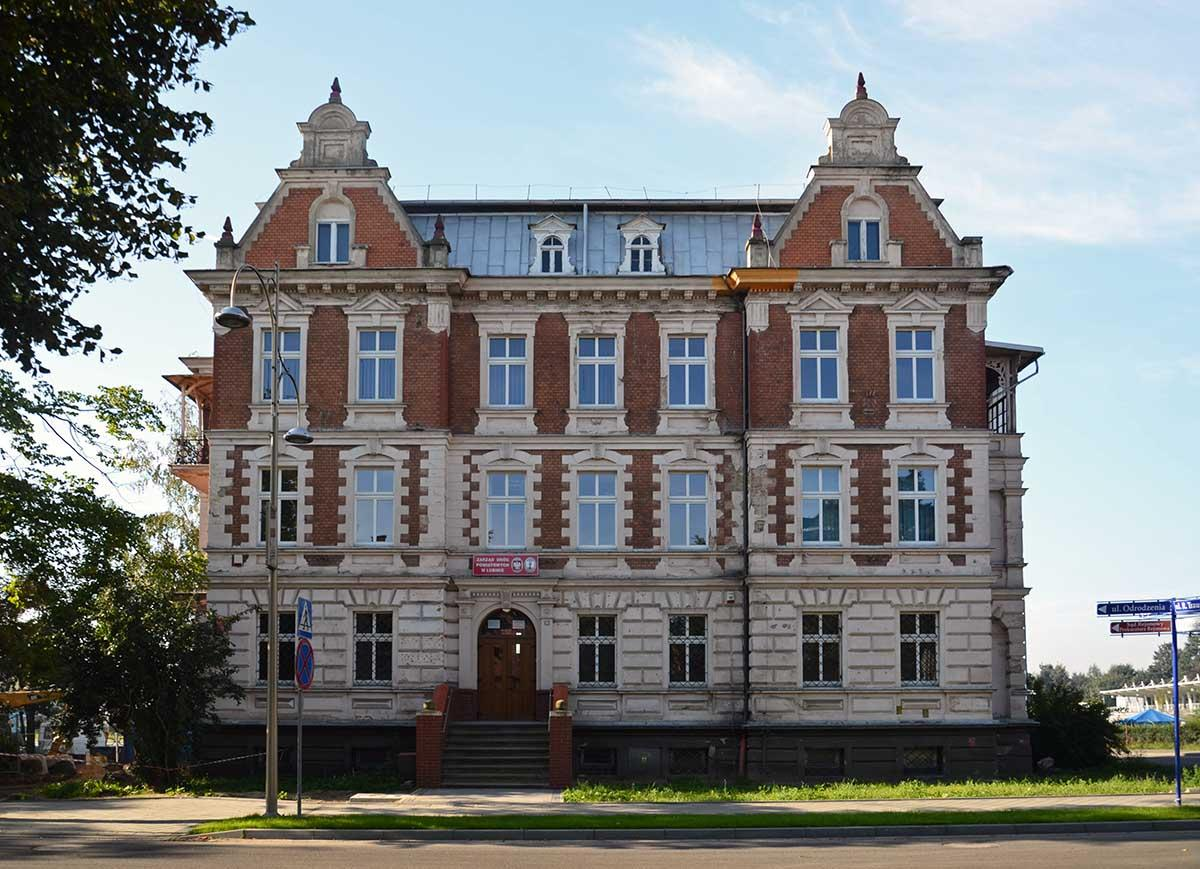
Здание
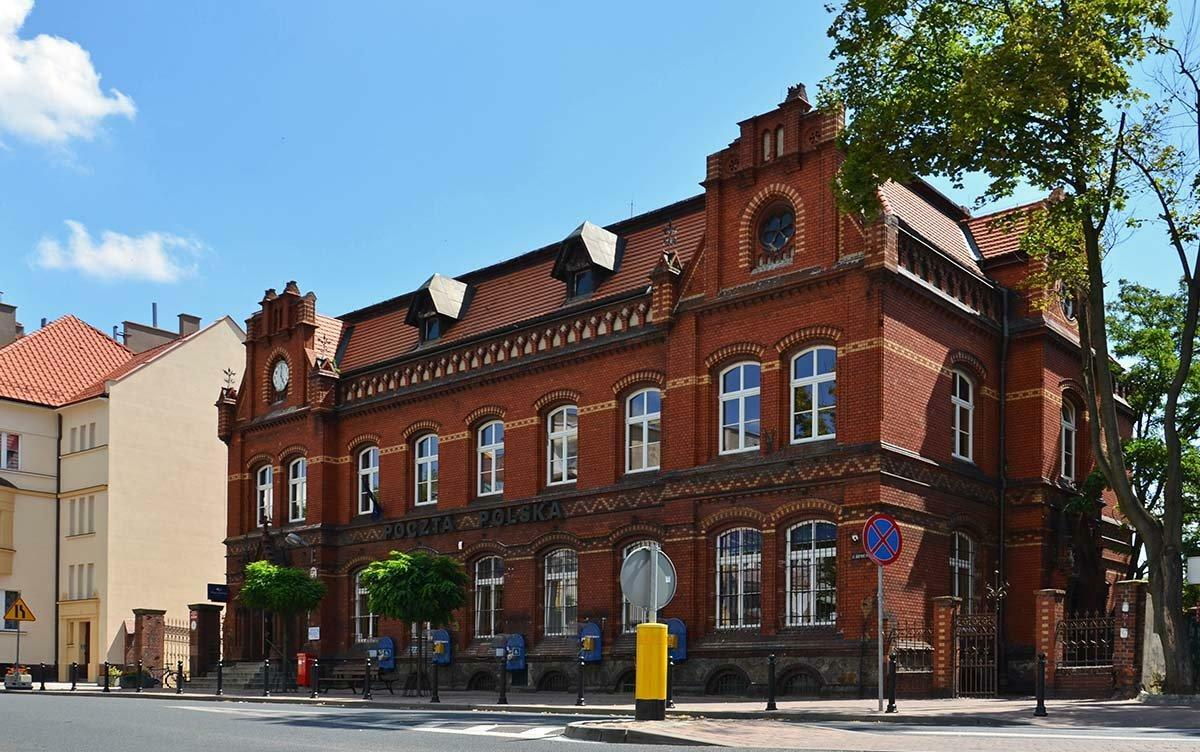
Почта
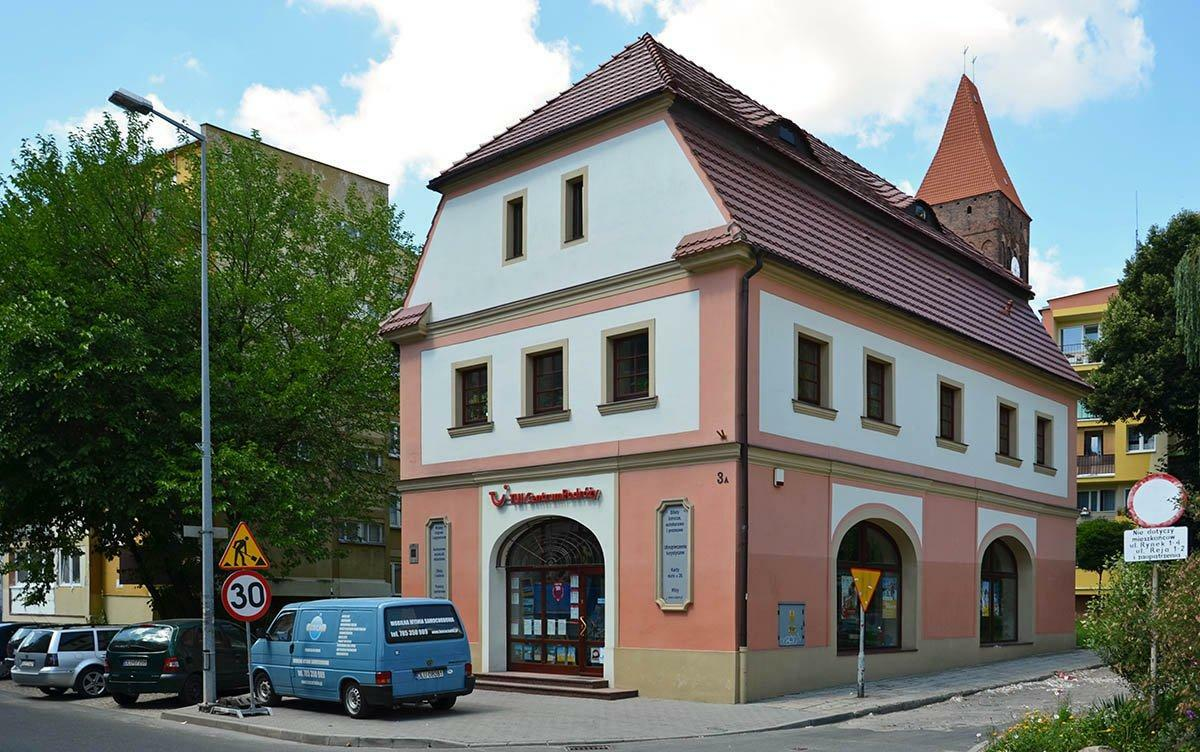
Магазин
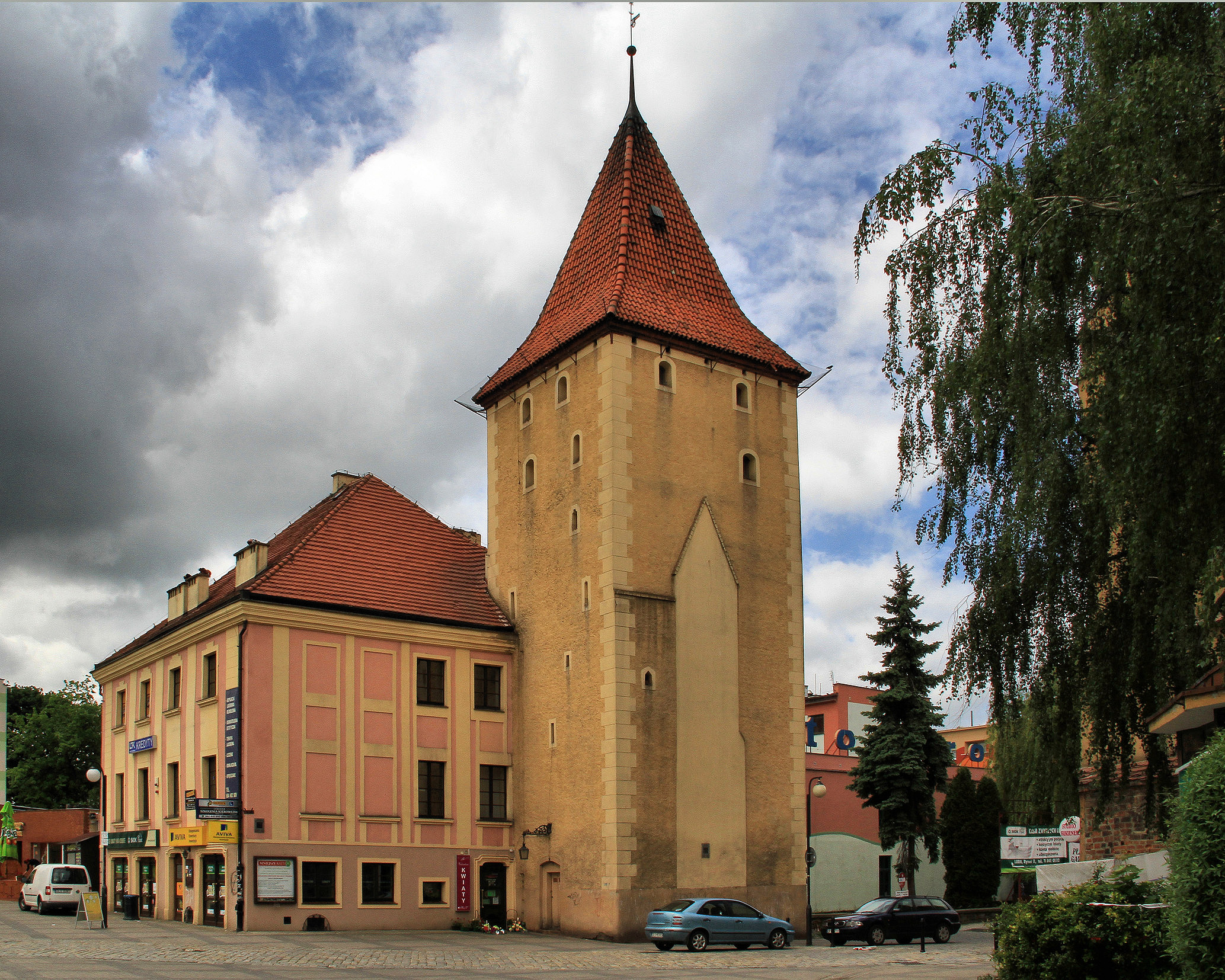
Башня
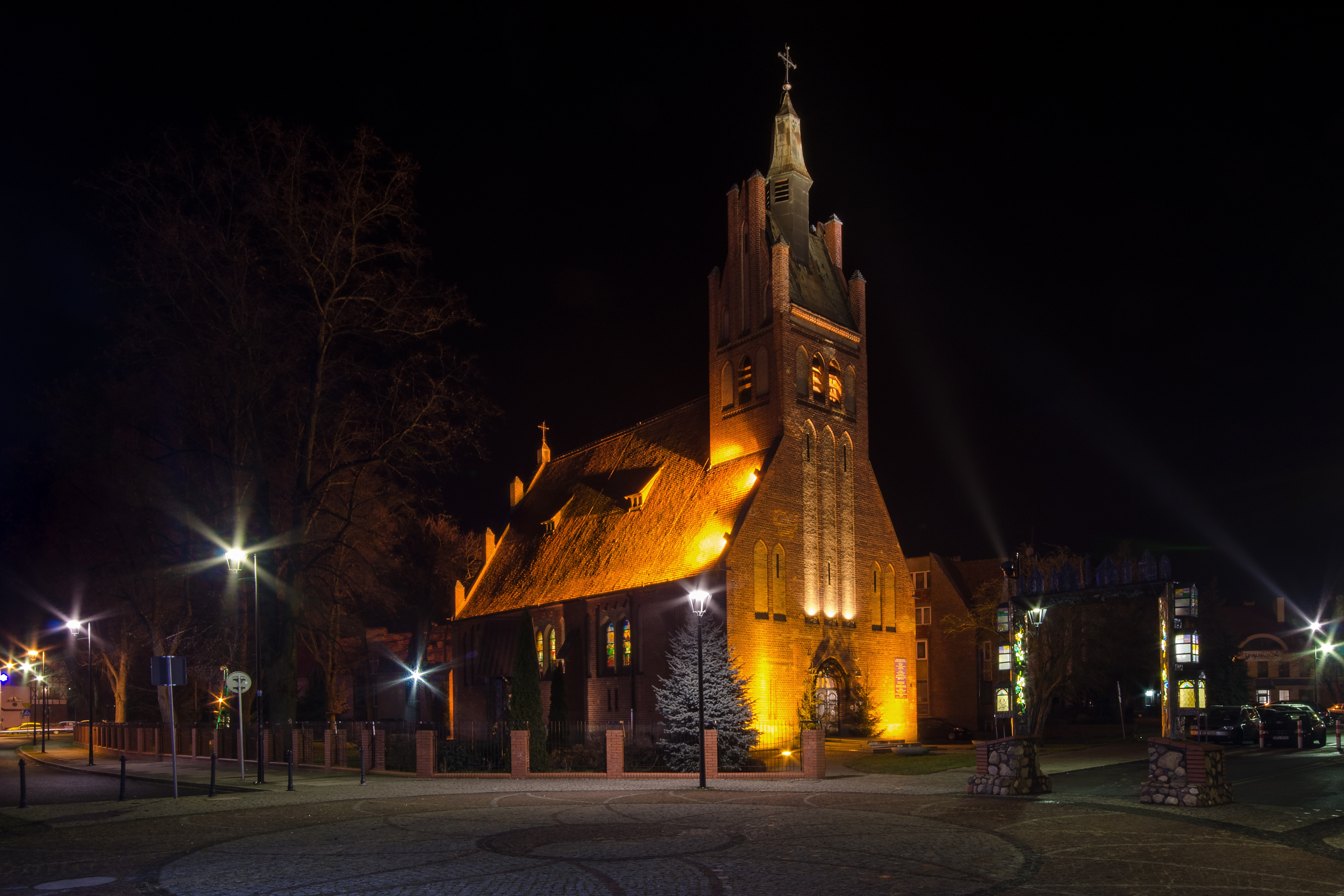
Церковь Сердце Иисуса, ночью
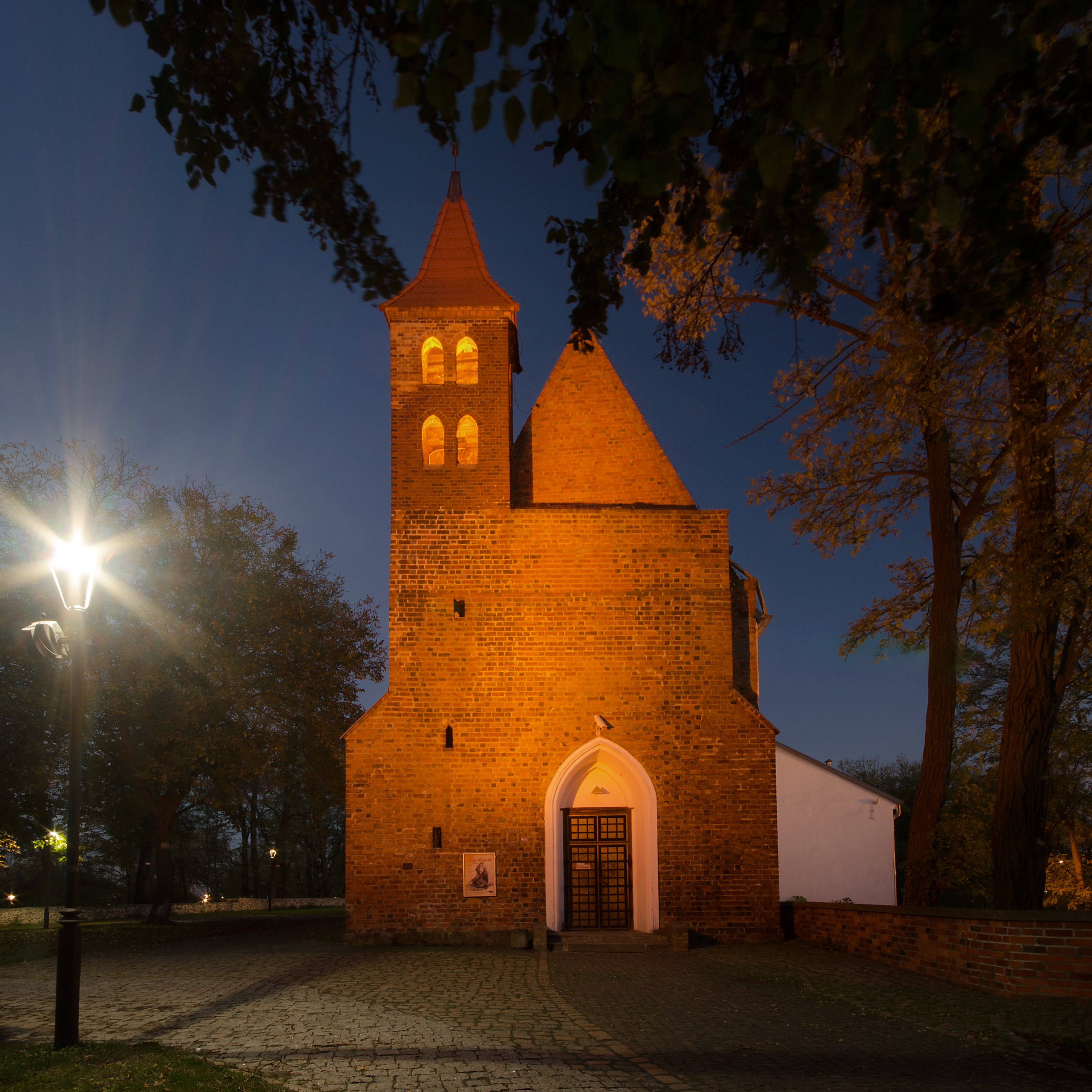
Часовня бывшего замка